# Mongolian Stock Exchange
Die Mongolyn Choröngiin Birdsch (MSE; mongolisch Монголын Хөрөнгийн Бирж, Mongolyn Khöröngiin Birj en.: Mongolian Stock Exchange, dt.: Mongolische Börse) ist die mongolisch Wertpapierbörse. Sie befindet sich in Ulaanbaatar und wurde im Januar 1991 durch einen Erlass der mongolischen Regierung gegründet, um staatliche Vermögenswerte zu privatisieren.
Die Mongolische Börse hat seit 2006 eine rasantes Wachstum erlebt. Im Jahr 2010 war die MSE nach einem Anstieg von 121 % der Aktienmarkt mit der weltweit besten Performance. Mit einem Anstieg von 57,8 Prozent war die MSE die zweitbeste Börse der Welt nach der venezolanischen Bolsa de Valores de Caracas. Im September 2022 gab es an der MSE 180 börsennotierte Unternehmen mit einer kombinierten Marktkapitalisierung von 4,9 bio. MNT (1,5 Milliarden US-Dollar).

## Geschichte

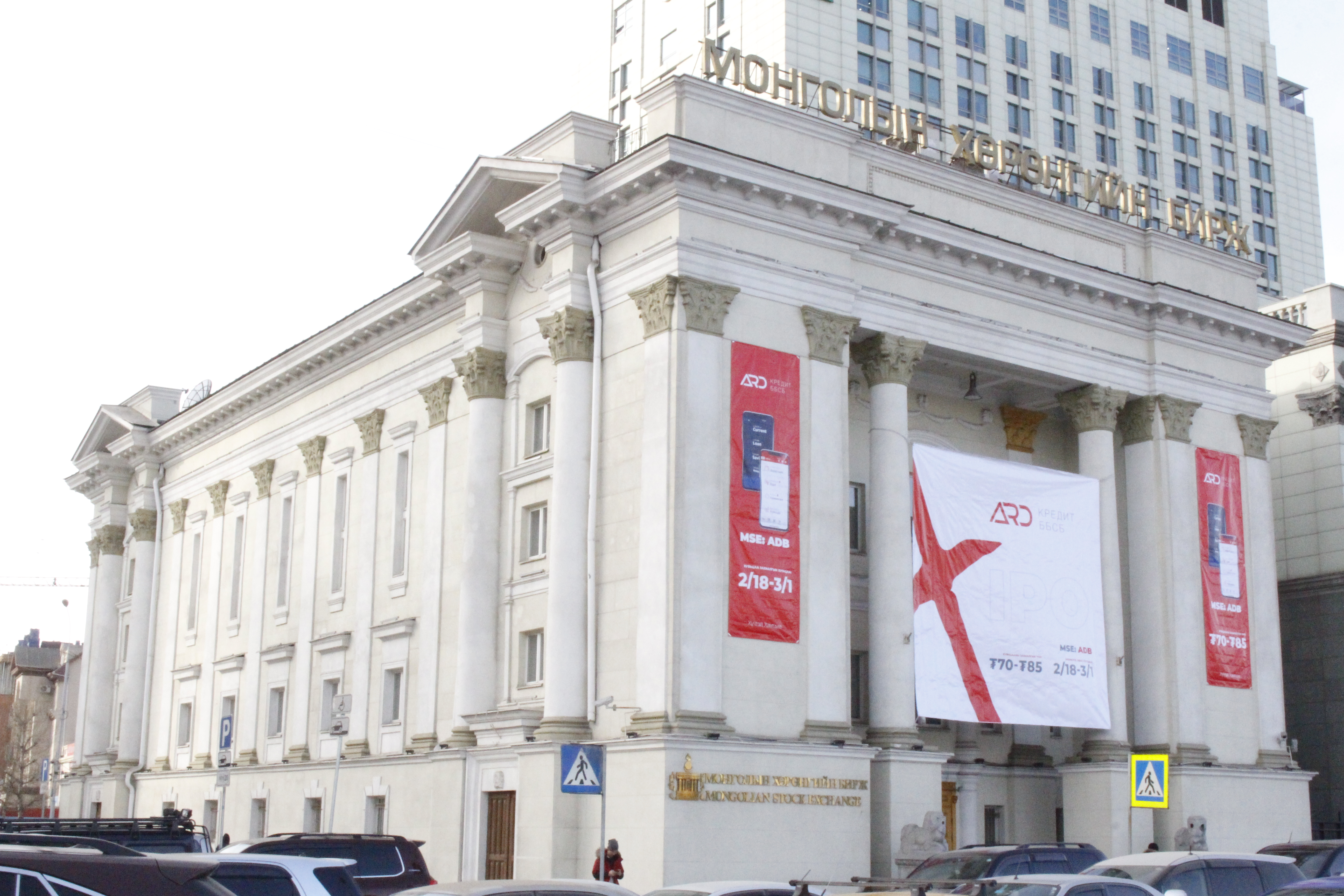
Mongolian Stock Exchange

### Rolle bei der Privatisierung und Umverteilung von Staatsvermögen
Die Mongolische Börse wurde 1991 als Instrument zur Umsetzung des Regierungsplans zur Privatisierung großer staatlicher Unternehmen gegründet. Um eine gerechte Verteilung der Vermögenswerte sicherzustellen, führte die mongolische Regierung ein Gutscheinsystem ein; jeder vor dem 31. Mai 1991 geborene Bürger erhielt einen blauen Gutschein im Wert von 7.000 MNT für den Kauf von Aktien großer Unternehmen, und ein landesweites Netz von 29 Maklerhäusern wurde eingerichtet, um ihre Aufträge entgegenzunehmen. Außerdem wurden rote Gutscheine im Wert von 3.000 MNT für den Kauf der Vermögenswerte kleiner, nicht an der Börse notierter Unternehmen ausgegeben; im Unterschied zu den blauen Gutscheinen konnten diese auf Sekundärmärkten gehandelt werden. Ursprünglich hofften die Börsenbeamten, 80 % des Staatsvermögens zu privatisieren, doch am 7. Juni 1991 wurde mit Regierungsbeschluss Nr. 170 angekündigt, dass der Staat einen Anteil von 50 % an einigen großen Unternehmen behalten würde; Bergbau-, Energie-, Transport-, Kommunikations- und Wasserversorgungsunternehmen waren von der Privatisierung vollständig ausgeschlossen.
Die Auktionen begannen offiziell am 7. Februar 1992; Aktien von drei Unternehmen wurden versteigert. Der Umsatz des ersten Tages betrug 16.000 Aktien im Wert von 15.000 US-Dollar; dieser stieg im März um mehr als das Zwölffache auf 200.000 Aktien. Auktionen fanden weiterhin wöchentlich statt; regionale Makler sammelten Voucher und Aktienaufträge von Einzelpersonen und gaben Gebote über ihre Parketthändler in Ulaanbaatar ab. Die Kommunikation wurde oft per Modem abgewickelt. Die Handelszeiten wurden auf zwei Stunden an einem Tag pro Woche beschränkt und im Juli auf zwei Fünf-Stunden-Tage pro Woche ausgedehnt; die dreißig Börsenbeamten nutzten ihre verbleibende Arbeitszeit, um Infrastruktur und rechtliche Empfehlungen für den Handel auf dem Sekundärmarkt vorzubereiten. Bis Oktober waren 121 Unternehmen an der Börse notiert worden.
Da immer mehr Menschen ihre Gutscheine gegen Aktien eintauschten, konnte die Mongolei bald die weltweit höchste Aktienbesitzquote vorweisen. Familienmitglieder durften ihre Gutscheine untereinander übertragen, sodass nicht jeder Aktionär wurde, aber die höchste Zahl an Aktionären wurde auf eine Million geschätzt, was 43 % der damaligen Bevölkerung entsprach. Schließlich wurden 475 Unternehmen im Wert von 17,33 miard. MNT durch Auktionen privatisiert und an der Mongolischen Börse notiert, darunter Produktionsunternehmen im Wert von 5,04 miard. MNT, Agrarunternehmen im Wert von 4,09 miard. MNT, Bauunternehmen im Wert von 1,27 miard. MNT, Staatsfarmen im Wert von 1,25 miard. MNT, Handelsunternehmen im Wert von 580 Mio. MNT, Transportunternehmen im Wert von 520 Mio. MNT und Unternehmen anderer Sektoren im Wert von 280 Mio. MNT. Möglicherweise fand im Vorfeld der Privatisierungen illegaler Handel mit Gutscheinen statt. Statistiken der Börse selbst zeigen jedoch, dass die Zahl der Aktionäre, die jedes Unternehmen anfangs hatte, ungefähr der Zahl der Aktionäre entsprach, die man erwarten würde, wenn jeder Aktionär alle seine Gutscheine für den Kauf von Aktien eines einzigen Unternehmens ausgegeben hätte. Dies führte zunächst zu einer sehr gerechten Verteilung der Aktien; Einzelpersonen konnten keine weiteren Aktien kaufen oder die bereits vorhandenen verkaufen, bis die Regierung ein neues Wertpapiergesetz verabschiedete.

### Primär- und Sekundärmarkt
Am 28. August 1995 begann schließlich der Sekundärhandel, der inländischen und ausländischen Anlegern offen stand. Für 430 der 475 notierten Aktien wurden Gebote abgegeben, und 16 Aktien wurden gehandelt; der Gesamtumsatz betrug 12.776 Aktien im Wert von 2,2 Mio. Tugrik (4.850 US-Dollar). Den größten Zuwachs verzeichnete Sor, dessen Kurs um 19 % von 580 auf 690 MNT stieg. Der Sekundärmarkt deckte jedoch schnell die Schwäche vieler der neu privatisierten Unternehmen auf; die Aktienkurse blieben 1996 auf niedrigem Niveau, und die Zahl der im Sekundärmarkt notierten Unternehmen sank von 475 auf 402. Die Marktkapitalisierung stabilisierte sich 1997 bei etwa 15 miard. MNT, bei einem Tagesumsatz von 16–80 Mio. MNT zwischen 80.000 und 300.000. Darüber hinaus verkauften viele Kleinaktionäre ihre Anteile, wodurch einige wenige in- und ausländische Investoren die Mehrheitsbeteiligungen an den verbleibenden börsennotierten Unternehmen erlangten. Die Gesamtzahl der Aktionäre war bis 1997 auf lediglich 135.000 geschrumpft. 1996 fand ein öffentliches Angebot zusätzlicher Aktien eines bereits börsennotierten Unternehmens statt, doch die Regulierungsbehörden verweigerten Börsengängen neuer privater Unternehmen ihre Zustimmung, da es an Regulierung und Erfahrung im Emissionsgeschäft mangelte. 
1998 stellte die Börse auf elektronischen Handel um. Im Jahr 2000 begann sie auch, den Handel mit mongolischen Staatsanleihen anzubieten. Im Dezember 2003 war die Marktkapitalisierung in lokaler Währung auf 52 miard. MNT angestiegen, was immer noch lediglich 5 % des BIP entsprach. Nur 30 der an der Börse notierten Unternehmen wurden aktiv gehandelt.
Darüber hinaus ist zu beachten, dass im Jahr 1999 der Top-75-Index auf den Markt gebracht wurde, der auf der Leistung der ersten 75 Unternehmen basiert, die nach ihrer Marktkapitalisierung und ihrem durchschnittlichen täglichen Handelsvolumen eingestuft wurden.
Staatsanleihen (und nicht Aktien) wurden zum größten Geschäftszweig der Mongolischen Börse, seit sie im November 2000 erstmals über die Börse versteigert wurden; vorher waren sie direkt an Banken verkauft worden. Im folgenden Jahr verkaufte die Barilga Corporation, ein Bauunternehmen, als erstes Unternehmen Unternehmensanleihen über die MSE und emittierte sie im Wert von 4,4 Mio. USD. Im Jahr 2004 machte der Handel mit Anleihen 96 % des gesamten Wertpapierumsatzes an der Börse aus.
Im selben Jahr hatte sich auch der Aktienmarkt etwas erholt, doch Privatanleger blieben aufgrund der Volatilität und mangelnden Transparenz dem Handel gegenüber misstrauisch; Vertreter der MSE schätzten, dass 80 % der notierten Unternehmen mehrheitlich in Privatbesitz waren. Andererseits fand der erste Börsengang im Jahr 2005 statt, als „Mongol Shiltgeen“ LLC an die Börse ging und 1 Mio. Aktien ausgab, die öffentlich angeboten und an der Mongolischen Börse registriert wurden. Bis Februar 2007 wurden die Handelszeiten auf eine Stunde an jedem Wochentag erweitert. Der wöchentliche Aktienumsatz am 7. September 2007 betrug 1,8 Mio. Aktien im Wert von 1,7 miard. MNT, während 50.000 Staatsanleihen im Gesamtwert von 4,8 miard. MNT gehandelt wurden. Darüber hinaus stieg die Zahl der registrierten Aktionäre wieder auf 483.100, das Dreieinhalbfache des Wertes ein Jahrzehnt zuvor und fast die Hälfte des Höchststandes von 1995, nach Abschluss der Privatisierungen. Die gesamte Marktkapitalisierung belief sich im September 2006 auf 97 miard. MNT (83 Mio. US-Dollar).
Obwohl die Mongolische Börse im Jahr 2006 gemessen an der Marktkapitalisierung die kleinste Börse der Welt war, entwickelte sie sich im Jahr 2010 zum Aktienmarkt mit der weltweit besten Performance. Im Jahr 2011 war sie der Aktienmarkt mit der zweitbesten Performance. Ihre Marktkapitalisierung vervierfachte sich im Vergleich zu 2008 auf 2 miard. Dollar Ende 2011.
Das Wertpapiermarktgesetz (Securities Market Law) wurde am 24. Mai 2013 vom Parlament verabschiedet. Nach der Verabschiedung des Gesetzes wurden zwischen 2013 und 2015 Unternehmensanleihen im Wert von 500 Mio. MNT an der mongolischen Börse öffentlich angeboten.
Am 13. Oktober 2015 wurde die Mongolische Börse gemäß der Sitzung der Finanzaufsichtskommission zu einer Selbstregulierungsorganisation. Mit dem Status einer Selbstregulierungsorganisation kann die Mongolische Börse ihre Mitglieds-Wertpapierfirmen und börsennotierten Aktiengesellschaften nach integrierten Standards regulieren und Unternehmen, die die regulatorischen Anforderungen nicht erfüllen, mit Geldstrafen belegen.
Als Teil des EFF-Programms des Internationalen Währungsfonds (IWF) erhöhte die Regierung mit Wirkung vom 1. April 2017 den persönlichen Einkommensteuersatz für Zinserträge aus Bankeinlagen von null auf zehn Prozent. Dies führte zu einer sprunghaft ansteigenden Nachfrage nach steuerfreien, hochverzinslichen Staatsanleihen und zu einem erhöhten Interesse privater Anleger am inländischen Kapitalmarkt. Im Rahmen des IWF-Programms wurde die Ausgabe von LCY-Staatsanleihen jedoch im Oktober 2017 vom Finanzministerium vorübergehend ausgesetzt. Aufgrund der Aussetzung der Ausgabe von LCY-Staatsanleihen begannen lokale Anleger, in den inländischen Markt für Unternehmensanleihen zu investieren, darunter auch in privat platzierte Unternehmensschuldtitel. Am 29. Juni 2017 wurde von der „Suu“ Joint Stock Company der größte jemals öffentlich angebotene Unternehmensschuldtitel (6 miard. MNT) ausgegeben. Die Suu-Anleihen wurden auch auf dem Sekundärmarkt aktiv gehandelt. Das Handelsvolumen belief sich seit Beginn des Sekundärmarkthandels auf insgesamt 4,8 miard. MNT, was den Marktumsatz auf 859,2 miard. MNT steigerte. Dies ist der höchste Wert in der 26-jährigen Geschichte des Unternehmens und liegt 57,2 % über dem bisherigen Rekordwert aus dem Jahr 2015.
Die Indizes MSE A und MSE B wurden am 2. Januar 2018 auf dem Markt eingeführt. Darüber hinaus wurden im Zusammenhang mit dem Antrag auf Doppelnotierung des an der Toronto Stock Exchange notierten Unternehmens am 4. April 2018 bis zu 4 Mio. Aktien im Wert von 1,2 Mio. kanadischen Dollar in Tier 3 der Mongolischen Börse registriert. Mitte 2018 registrierten „Mandal Daatgal“ JSC und „Ard Daatgal“ JSC, zwei führende Versicherungsunternehmen der Mongolei, erstmals in der Geschichte des mongolischen Aktienmarkts ihre Wertpapiere und ebneten damit den Weg für eine stärkere Beteiligung inländischer institutioneller Investoren. Diese Erfolge trugen dazu bei, dass die Mongolische Börse kontinuierlich neue Rekordumsätze auf dem Sekundärmarkt erzielte.
Zwischen Februar und Mai 2019 registrierten die großen mongolischen Nichtbanken-Finanzinstitute Invescore NBFI und Ard Credit NBFI ihre Aktien an der mongolischen Börse, was das Marktinteresse steigerte. Im selben Jahr wurden an der mongolischen Börse zwei weitere neue Unternehmen registriert: „Tumen shuvuut“ JSC und „Monos Khuns“ JSC. Die Börsengänge dieser vier Unternehmen waren jeweils überzeichnet, was auf ein starkes Marktinteresse im Laufe des Jahres hindeutet. Darüber hinaus sammelten diese vier Unternehmen am Primärmarkt insgesamt 42,5 miard. MNT ein und erzielten damit den höchsten Primärmarktumsatz in ihrer 28-jährigen Geschichte.
Der mongolische Kapitalmarkt durchlief einen rasanten Wandel, und die mongolische Börse brach kontinuierlich historische Rekordumsätze im Aktienhandel. Die „Notierungsregeln für Anteile geschlossener Fonds“ (Closed-End Fund Units Listing Rules) wurden verabschiedet. Diese Regeln würden das neue Produkt auf dem mongolischen Kapitalmarkt einführen und es Fonds ermöglichen, ihre Anteile öffentlich anzubieten, während die Anleger ihre Risiken streuen, um die Marktliquidität zu verbessern und den Aktienmarkt zu erweitern.
Am 29. Januar 2020 führte die Mongolische Börse die Abwicklung per Lieferung gegen Zahlung (delivery versus payment, DVP) auf dem mongolischen Kapitalmarkt ein, um das Wertpapierabwicklungssystem an internationale Standards anzupassen. Die Einführung von DVP mit einer T+2-Finalitätsvereinbarung wird dazu beitragen, die Handelskosten zu senken, die Marktliquidität zu verbessern und ein besseres Marktumfeld für in- und ausländische Investoren zu schaffen.
Am 24. August 2020 notierte der Nationale Privatisierungsfonds, der erste geschlossene Investmentfonds der Mongolei, der von der Ard Management Securities Firm LLC gegründet wurde, als erster Investmentfonds an der mongolischen Börse. Der Fonds war um eine Milliarde MNT überzeichnet und sammelte bis zum Schlusstermin am 16. Oktober 5 miard MNT von über 2.500 privaten und institutionellen Anlegern ein.
Die Vorschriften zur Notierung von Asset-Backed Securities (ABS) wurden am 7. Februar 2020 von der Mongolischen Börse verabschiedet, und am 12. November 2020 registrierte die Mongolische Börse ihre ersten ABS von „Invescore Active SPC“ LLC.
Am 19. Januar 2021, während der feierlichen Eröffnungszeremonie zum 30. Jahrestag der Gründung der Mongolischen Börse und des Kapitalmarkts, waren die ersten Gäste der von Premierminister Uchnaagiin Chürelsüch und Finanzminister Khurelbaatar eröffneten historischen Ausstellungshalle zum Kapitalmarkt die ersten Gäste. Die Ausstellungshalle beherbergt historische Exponate, darunter das erste Dekret zur Gründung der Mongolischen Börse, historische Dokumente und Ausrüstung, Kleidung und Souvenirs.
Die mongolische Börse arbeitete mit der Finanzaufsichtsbehörde und anderen Infrastrukturorganisationen zusammen, um den inländischen Kapitalmarkt auf internationalen Marktstatus zu bringen. So gab FTSE Russell, einer der weltweit führenden Anbieter von Benchmarking-, Analyse- und Datenlösungen für Investoren, im September 2022 bekannt, dass die Mongolei alle FTSE-Kriterien für die Marktqualität für eine Frontier-Markt-Klassifizierung erfüllt und die Mongolei ab September 2023 offiziell als „Frontier-Markt“ klassifiziert wird.
Im Dezember 2022 begann die Mongolische Börse mit dem Börsengang staatlicher Unternehmen, bot 34 Prozent ihrer Aktien der Öffentlichkeit an und wurde zu einem öffentlichen Unternehmen.
Die „Mongolian Stock Exchange“ JSC erhielt am 30. Juni 2023 eine Sonderlizenz für den Betrieb einer Bergbaurohstoffbörse und wurde zur ersten Bergbaurohstoffbörse (mining commodities exchange) in der Mongolei.
Das Gesetz über den Bergbauproduktehandel (Law on Mining Products Exchange) wurde vom Parlament der Mongolei verabschiedet und trat am 30. Juni 2023 in Kraft. Es soll den offenen, transparenten und fairen Handel mit Bergbauprodukten organisieren, Möglichkeiten zur Festlegung echter Marktpreise schaffen und den Beitrag der Branche zum Wirtschaftswachstum des Landes steigern.
Bis zum Inkrafttreten des Gesetzes über den Austausch von Bergbauprodukten wurde die Regierung angewiesen, den Kohlehandel über die mongolische Börse gemäß den „Regeln für den elektronischen Handel mit Exportkohle“ (Rules on Electronic Trading of Export Coal) abzuwickeln, die von der mongolischen Regierung am 14. Dezember 2022 genehmigt wurden.

## Standort
Die Mongolische Börse befindet sich im ehemaligen Kinderkino in der Nähe des Süchbaatar-Platzes, neben dem Hauptsitz der Mongolia Telecom Company und gegenüber den Gebäuden des mongolischen Parlaments. Sie wurde vor dem offiziellen Handelsbeginn für 4,5 Mio. US-Dollar renoviert; Sitze und Bildschirme wurden entfernt, ein Handelssaal wurde eingerichtet und mit Computern ausgestattet. Das Gebäude selbst ist ein rosa-weißer Bau im neoklassizistischen Stil. Eine Ecke des Gebäudes wurde abgetrennt als Internetcafé. Aufgrund der Farbe des Gebäudes bezeichnete der Financial-Times-Korrespondent Leslie Hook es als das „rosa Haus der Aktien“. Daraufhin wurde das Gebäude grau gestrichen.

## Kundenbeziehungen
Die Mongolische Börse wurde für ihr Kundenbeziehungsmanagement gelobt. Anlässlich ihres 16-jährigen Bestehens organisierte sie einen Sporttag, bei dem Broker/Dealer und die Börse Teams aufstellten und gegeneinander antraten. Ihr wurde zudem ein überdurchschnittlicher internationaler Wissensaustausch attestiert. 1998 trat sie der Federation of Euro-Asiatic Stock Exchanges bei und ging im Juni 2006 eine Partnerschaft mit der Koreanischen Börse ein. Der Vorstandsvorsitzende der Mongolischen Börse besuchte die Koreanische Börse im Juli 2007; Vertreter der Koreanischen Börse statteten ihr im darauffolgenden Monat einen Gegenbesuch ab.
Die Mongolische Börse hat mit der London Stock Exchange Group einen Vertrag zur Modernisierung der Mongolischen Börse geschlossen, um sie auf Weltstandard zu bringen.
Die Mongolische Börse baut ihre Auslandsbeziehungen aus und unterzeichnete im Mai bzw. Juni 2023 eine Absichtserklärung mit der Budapester Börse und der Shanghaier Börse, um bei der Entwicklung von Aktien-, Schuldtitel- und Investmentfondsprodukten, der Verbesserung der Unternehmensführung, der Organisation gemeinsamer Forschungsprojekte und Seminare sowie der Entwicklung von Plattformen und gemeinsamen Produkten zusammenzuarbeiten.

## Handel und Technologie
Die Mongolische Börse ist montags bis freitags von 10:00 bis 13:00 Uhr (UTC+8) für den Handel geöffnet, mit Ausnahme der von der mongolischen Regierung festgelegten Feiertage. Die Mongolische Börse unterteilt ihre börsennotierten Unternehmen in die Bereiche I, II und III, um die Unternehmen angemessen zu bewerten und zu klassifizieren und so die Liquidität und Qualität der Notierungen zu erhöhen.
Im Rahmen eines „Master Service Agreements“ installierten Experten von Millennium IT Software Limited (einer Tochtergesellschaft der London Stock Exchange Group) im Jahr 2012 an der Mongolian Stock Exchange und dem Securities Clearing House and Central Depositary (SCHCD) die integrierte Handelsplattform Millennium IT, die aus den Systemen Millennium Exchange, Millennium CSD, Millennium Surveillance und Millennium Depositary besteht.
Gemäß der „MSE Securities Index Calculation Rule“ wird der Wertpapierkorb des MSE Top-20 Index, dem wichtigsten Indikator des mongolischen Aktienmarktes, jährlich erneuert. Er wird auf Grundlage der Marktkapitalisierung und des durchschnittlichen täglichen Handelswerts der 20 wichtigsten an der mongolischen Börse notierten Wertpapiere berechnet.

## Mitgliedschaften
- Asian and Oceanian Stock Exchanges Federation[32]
- Federation of Euro-Asian Stock Exchanges
- Sustainable Stock Exchanges Initiative